# Лінден (Айова)
Лінден (англ. Linden) — місто (англ. city) в США, в окрузі Даллас штату Айова. Населення — 200 осіб (2020).

## Географія
Лінден розташований за координатами 41°38′34″ пн. ш. 94°16′12″ зх. д. / 41.64278° пн. ш. 94.27000° зх. д. (41.642642, -94.269885).  За даними Бюро перепису населення США в 2010 році місто мало площу 2,05 км², уся площа — суходіл.

## Демографія
Згідно з переписом 2010 року, у місті мешкало 199 осіб у 84 домогосподарствах у складі 58 родин. Густота населення становила 97 осіб/км².  Було 92 помешкання (45/км²).
Расовий склад населення:
| - 99,0 % — білих - 0,5 % — вихідців з тихоокеанських островів - 0,5 % — чорних або афроамериканців |

До двох чи більше рас належало 0,0 %. Частка іспаномовних становила 1,0 % від усіх жителів.
За віковим діапазоном населення розподілялося таким чином: 23,1 % — особи молодші 18 років, 62,3 % — особи у віці 18—64 років, 14,6 % — особи у віці 65 років та старші. Медіана віку мешканця становила 44,4 року. На 100 осіб жіночої статі у місті припадало 139,8 чоловіків;  на 100 жінок у віці від 18 років та старших — 112,5 чоловіків також старших 18 років.
Середній дохід на одне домашнє господарство  становив 59 968 доларів США (медіана — 35 000), а середній дохід на одну сім'ю — 82 586 доларів (медіана — 71 250). За межею бідності перебувало 11,5 % осіб, у тому числі 10,0 % дітей у віці до 18 років та 27,6 % осіб у віці 65 років та старших.
Цивільне працевлаштоване населення становило 104 особи. Основні галузі зайнятості: виробництво — 26,9 %, транспорт — 20,2 %, роздрібна торгівля — 13,5 %.